# Gesellschaft für Immobilienwirtschaftliche Forschung
Die Gesellschaft für Immobilienwirtschaftliche Forschung (gif) ist ein Interessensverein zur Förderung von Themen, die einen Bezug zu Immobilien aufweisen, insbesondere im Hochschulumfeld. Der eingetragene Verein mit Sitz in Wiesbaden wurde 1993 gegründet. Die Anzahl der Mitglieder lag Anfang 2011 bei rund 1.300.

## Ziel
Ziel der gif ist es, Forschungsarbeiten zu fördern, Theorie und Praxis zu verbinden sowie eine Basis für den wissenschaftlichen Austausch und Know-how-Transfer innerhalb der Studiengänge, aber auch zwischen Wissenschaft und Wirtschaft zu schaffen.
Mit der Gründung der gif wurde eine Plattform geschaffen, deren Mitglieder sich gemeinsamen Zielen verpflichtet fühlen:
- Erhöhung der Markttransparenz
- Schaffung von Standards für die Analyse und Bewertung von Märkten und Objekten
- Erarbeitung von Richtlinien und Definitionen für immobilienrelevante Themen
- Anregung, Förderung und Vergabe von immobilienrelevanten Forschungsarbeiten
- Pflege von nationalen und internationalen Kontakten
- Weiterentwicklung der Professionalität
- Unterstützung der Aus- und Weiterbildung
- Durchführung von öffentlichen Foren zu aktuellen Themen mit wissenschaftlichem Charakter
- Herausgabe Deutschlands erster wissenschaftlicher Zeitschrift für Immobilienökonomie (ZIÖ)

## Geschichte
Bis Anfang der 90er Jahre wurde dem Thema Immobilien an deutschen Universitäten, Fachhochschulen und Berufsakademien kaum Beachtung geschenkt. Entsprechend schlecht war es um Aus- und Weiterbildung sowie um die immobilienbezogene Forschung in der Bundesrepublik bestellt. In der Folge litt die Praxis unter unzureichend auf ihre Aufgaben vorbereiteten Nachwuchskräften und unter dem fehlenden Forschungs-/Praxis-Transfer.
Dies war Anlass für die 27 Gründungsmitglieder, die gif ins Leben zu rufen.

## Organisation
Mitglieder der gif sind Personen mit beruflichen Bezug zur Immobilienwirtschaft und Personen, die die immobilienwirtschaftliche Forschung unterstützen wollen. Es wird in persönliche und fördernde Mitgliedschaft unterschieden. Vergünstigungen beim Beitrag wird Studenten und Doktoranden sowie Rentnern, Pensionären und anderen Nichterwerbstätigen gewährt.
Herausragende Persönlichkeiten können für besondere Verdienste um den Verein zu Ehrenmitgliedern ernannt werden. Bisherige Ehrenmitglieder sind Karl-Werner Schulte, Jürgen Ehrlich, Lutz Kehrberg, Hartmut Bulwien, Matthias Thomas, Tobias Just, Andreas Schulten, Thomas Beyerle und Kristin Wellner. 

## Kompetenzgruppen
Globale Standards in der Immobilienwirtschaft sind dringend erforderlich, da sie zu mehr Transparenz, Vergleichbarkeit und Einheitlichkeit in der Branche beitragen. Die gif-Standards definieren die große Relevanz innerhalb der Immobilienbranche und die Anforderungen an die Publikationen am Markt. In den gif-Kompetenzgruppen finden sich Mitglieder mit einem erfahrenen Portfolio zusammen. Die Kompetenzgruppen sind die ideale Plattform, um Wissenschaft und Wirtschaft zusammenzubringen, neue Ansätze zu diskutieren, Projektideen umzusetzen und immobilienwissenschaftliche Themen voranzutreiben. Die Ergebnisse aus den Kompetenzgruppen werden als Empfehlungen, Definitionen und Richtlinien der Öffentlichkeit zugänglich gemacht. Viele der Publikationen sind inzwischen Branchenstandards und erleichtern die Praxisarbeit im Immobilienbereich.

## Forschungsförderung
Die gif fördert Forschung und Lehre im Fachgebiet Immobilienwirtschaft und verwandten Disziplinen. Sie unterstützt engagierte Wissenschaftler und Nachwuchswissenschaftler mit Stipendien oder Zuschüssen für ausgewählte Forschungsprojekte und besondere Vorhaben.
Der interdisziplinäre Ansatz der gif spiegelt sich in der Vielfalt ihrer Mitglieder, ihrer Aktivitäten und den Forschungsprojekten.

## gif Immobilien-Forschungspreis
Bereits seit 1995 schreibt die gif den bekannten gif Immobilien-Forschungspreis aus. Der renommierte und insgesamt mit EUR 12.500 dotierte Preis motiviert junge Wissenschaftler, Forschungsarbeit zu leisten und dieses Potenzial für die Branche nutzbar zu machen.
Rund 900 Arbeiten von Studierenden und Doktoranden sind seit erstmaliger Ausschreibung eingereicht worden. Viele ehemalige Preisträger sind heute erfolgreich in der Forschung tätig oder haben Karriere in der Wirtschaft gemacht. Gemeinsam mit den Förderern des Preises, der DWS Group sowie dem ZIA Zentraler Immobilien Ausschuss e. V., wird mit diesem Preis ein wichtiger Beitrag zur Weiterentwicklung der Immobilienbranche geleistet. 

## gif im Fokus
Die „gif im Fokus“ ist das Vereinsmagazin der gif und erscheint zweimal jährlich zu aktuellen Themen der Immobilienbranche. Alle Ausgaben stehen auch online kostenlos zur Verfügung.

## Zeitschrift für Immobilienökonomie (ZIÖ)
Die gif publiziert die Zeitschrift für Immobilienökonomie (Journal of Interdisciplinary Property Research). Die ZIÖ ist die einzige wissenschaftliche Zeitschrift zu diesem Thema im deutschsprachigen Raum. Die Zeitschrift erscheint halbjährlich und wird deutschen Hochschulbibliotheken kostenfrei zur Verfügung gestellt. Herausgeber ist Karl-Werner Schulte.
Alle eingereichten Manuskripte werden, wie international üblich, einem doppelt verdeckten Begutachtungsverfahren (double-blind-review-Verfahren) unterzogen, d. h. ein Manuskript wird durch mindestens zwei Gutachter geprüft. Autoren und Gutachter erfahren dabei ihre Identität gegenseitig nicht. Durch dieses Verfahren wird die fachliche Qualität der Beiträge gesichert. Die Zeitschrift wurde 2015 im VHB-Jourqual mit dem Ranking „C“ versehen.

## Internationales Netzwerk
Die gif ist in ein internationales Netzwerk eingebunden, deren Dachorganisation die International Real Estate Society (IRES) ist. Auf europäischer Ebene verbindet die European Real Estate Society (ERES) die nationalen Vereinigungen, so dass jedes Mitglied der gif automatisch associate member der ERES ist. Die gif pflegt somit weltweite Kontakte und gewährleistet den Austausch von Forschungsergebnissen über die Grenzen Deutschlands hinaus. Auf internationaler Ebene tritt der Verein als „Society of Property Researchers, Germany“ auf.